# Movimento pelo Paquistão
O Movimento pelo Paquistão (em inglês:  Pakistan Movement, em urdu:  تحریکِ پاکستان‎) foi um movimento político na primeira metade do século XX que teve como objetivo e obteve êxito na criação do Domínio do Paquistão nas áreas de maioria muçulmana de Índia britânica. Esteve conectado à necessidade percebida de autodeterminação para os muçulmanos sob o domínio britânico na época.
O Movimento pelo Paquistão começou originalmente como Movimento Aligarh e, como resultado, os muçulmanos indianos britânicos começaram a desenvolver uma identidade política secular. Logo depois disso, a All India Muslim League foi formada, o que talvez tenha marcado o início do Movimento pelo Paquistão. Muitos dos principais líderes do movimento foram educados na Grã-Bretanha, com diversos deles educados na Universidade Muçulmana de Aligarh. Muitos graduados da Universidade de Dhaka logo se juntariam também.
O Movimento pelo Paquistão fez parte do movimento de independência da Índia, mas posteriormente também procurou estabelecer um novo Estado-nação que protegesse os interesses políticos dos muçulmanos indianos. Poetas urdu como Iqbal e Faiz usaram a literatura, a poesia e a fala como uma ferramenta poderosa para a consciência política.
Muitos acreditam que a força impulsionadora por trás do Movimento pelo Paquistão foi a comunidade muçulmana das províncias de minoria muçulmana, as Províncias Unidas e a Presidência de Bombaim, ao invés das províncias de maioria muçulmana. Os limites terrestres e a demografia da população da Índia, Paquistão e ex-Paquistão Oriental (atual Bangladesh) estão entre as principais realizações do Movimento pelo Paquistão. Nem todos os muçulmanos da Índia colonial apoiaram o Movimento pelo Paquistão e houve oposição generalizada à partição da Índia. 

## Líderes e pais fundadores
- Muhammad Ali Jinnah
- Allama Muhammad Iqbal
- Shabbir Ahmad Usmani
- Aga Khan III
- Liaquat Ali Khan
- Sardar Abdur Rab Nishtar
- Muhammad Zafarullah Khan
- Huseyn Shaheed Suhrawardy
- Jogendra Nath Mandal
- A. K. Fazlul Huq
- Mohammad Abdul Ghafoor Hazarvi
- Ghulam Bhik Nairang
- Khwaja Nazimuddin
- Jalal-ud-din Jalal Baba
- Chaudhry Naseer Ahmad Malhi
- Muhammad Arif Khan Rajbana Sial
- Maulana Zafar Ali Khan
- Ra'ana Liaquat Ali Khan
- Fatima Jinnah
- Abdullah Haroon